# Église Saint-Jacques de Namur
Pour l’article homonyme, voir église Saint-Jacques.
L’église Saint-Jacques est un ancien édifice religieux catholique de style classique sis rue Saint-Jacques dans le centre de la ville de Namur, en Belgique. Datant du XVIIIe siècle l'église fut étape sur le chemin du pèlerinage à Saint-Jacques de Compostelle. Classée comme monument historique en 1963, elle fut désacralisée en 1972. Devenu en 2015 un magasin de vêtements de mode, le bâtiment attend aujourd'hui (2022) une nouvelle affectation. 

## Origine et histoire

### Frères de la Miséricorde

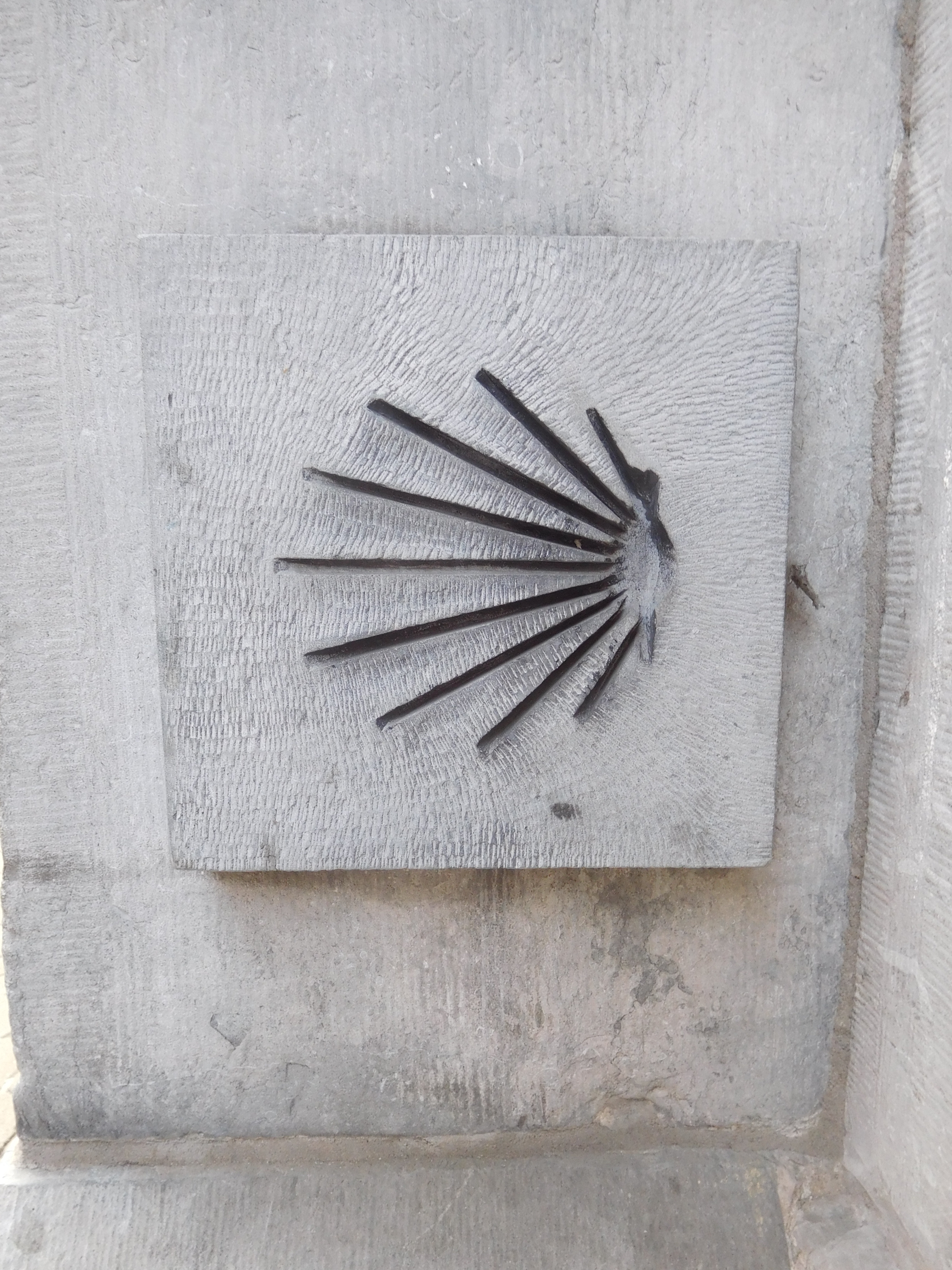
Une coquille Saint-Jacques, sur le pavement extérieur, devant l'église.

Le site comportait un hospice Saint-Jacques qui depuis 1406 recevait les malades, soldats blessés et pèlerins en route vers Compostelle. Des vestiges de fondations d’un édifice antérieur, une chapelle en bois du XIIIe siècle, furent mis au jour. 
En 1755, une confrérie pieuse, les Frères de la miséricorde, reprend la direction de l’hôpital. Leur vocation particulière est de se consacrer aux malades les plus démunis et accompagner les condamnés à mort durant leurs derniers moments, comme de s’occuper de leurs funérailles et enterrement. Ils reconstruisent l’église en 1757 pour y assurer le double culte de la Vierge Marie et de saint Jacques, l'apôtre, et modernisent l’hôpital en 1758, tout en restant principalement ouvert aux indigents de toute sorte. En 1902 l’hôpital quitte le centre de la ville.

### Désacralisation

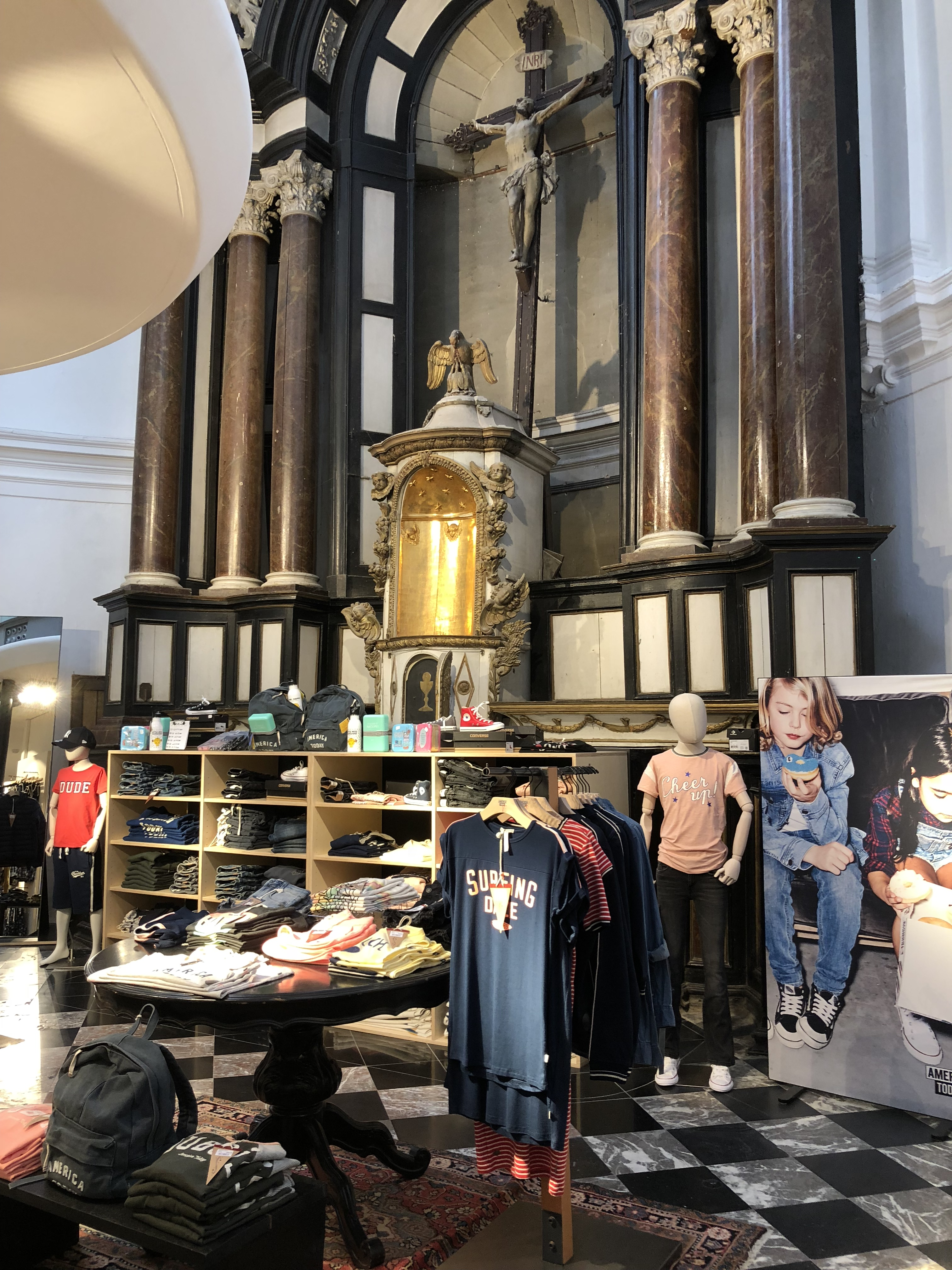
Le maître-autel transformé en étal.

Classée en 1963 au patrimoine immobilier de Wallonie et propriété des Sœurs de Saint-Jacques jusqu'en 1972, l'église est officiellement désaffectée au culte par le diocèse de Namur et est utilisée par une association liée à l'enseignement libre (l'Institut de Promotion artisanale, Iproma) qui l'avait reçue en donation. Peu accessible au public et rarement fréquentée le bâtiment passe entre des mains commerciales. En mars 2015, un magasin de vêtements s'ouvre dans l'église restaurée. En mai 2018, c'est la marque "America Today" qui occupe les lieux. 
L'utilisation de l'église comme centre commercial est vivement contestée par l'association des amis de Saint-Jacques de Compostelle' qui rappelle combien importante était l'étape namuroise du pèlerinage. Le bâtiment en porte encore de nombreuses traces, telles ces coquille Saint-Jacques que l'on peut voir en plusieurs endroits (y compris sur le pavement extérieur). 

## Patrimoine
- L’église renferme deux statues intéressantes, celle de Saint Jacques, l’apôtre, et Notre-Dame du Pilier.
- La chaire de vérité est œuvre du sculpteur namurois François-Joseph Denis
- Tout le quartier, avec la rue Saint-Jacques, l’institut professionnel ‘Ilon Saint-Jacques’ (sur les lieux de l’ancien hospice), et l’église Saint-Jacques rappelle que Namur se trouvait sur la route de Compostelle. La ville se trouvait à l’arrivée de la via Mosana (venant d'Aix-la-Chapelle) et au départ du 'chemin de Vézelay', allant vers Compostelle.